# 柯立芝斯普林斯 (加利福尼亞州)
柯立芝斯普林斯（英語：Coolidge Springs）是位於美國加利福尼亞州因皮里爾縣的一個非建制地區。該地的面積和人口皆未知。

## 地理
柯立芝斯普林斯的座標為33°23′39″N 116°03′01″W / 33.39417°N 116.05028°W，而該地的平均海拔高度為-55米（即-180英尺）。